# STS-61-C
STS-61-C est la 7e mission de la navette spatiale Columbia et la 24e de la navette spatiale.

## Équipage
- Commandant : Robert L. Gibson (2)  États-Unis
- Pilote : Charles F. Bolden (1)  États-Unis
- Spécialiste de mission : Franklin Chang-Diaz (1)  États-Unis
- Spécialiste de mission : Steven A. Hawley (2)  États-Unis
- Spécialiste de mission : George D. Nelson (2)  États-Unis
- Spécialiste de la charge utile : Robert J. Cenker (1)  États-Unis
- Spécialiste de la charge utile : Bill Nelson (1)  États-Unis

Le chiffre entre parenthèses indique le nombre de vols spatiaux effectués par l'astronaute au moment de la mission.

## Paramètres de la mission
- Masse :
  - Navette au décollage : 116 121 kg
  - Navette à l'atterrissage : 95 325 kg
  - Chargement : 14 724 kg
- Périgée : 331 km
- Apogée : 338 km
- Inclinaison : 28,5°
- Période : 91,2 min

## Objectifs
L'objectif de la mission fut le déploiement du satellite de communication Satcom K-1, et un représentant du Congrès des États-Unis fut à bord de la navette.
La navette fut forcée d'atterrir sur la base militaire Edwards, à cause de mauvaises conditions météorologiques au-dessus du Kennedy Space center.
La mission a eu parmi son équipage deux futurs administrateurs de la NASA, Bolden et Nelson.